# Paço de Bendaña
O Palácio ou Paço de Bendaña (em galego e castelhano: Pazo de Bendaña) é um edifício nobre do século XVIII situado no centro histórico de Santiago de Compostela, Galiza, Espanha. É o edifício mais vistoso da Praça do Toural e atualmente é alberga a sede e o Museu da Fundação Eugenio Granell, depositária de uma parte considerável da obra artística e coleção etnográfica daquele escritor, fotógrafo e pintor surrealista galego.
O pazo, terminado em c. 1740 ou em 1759, é da autoria do arquiteto compostelano Clemente Fernández Sarela, a quem se devem outras obras representativas do chamado barroco compostelano ou "de placas", como a Casa do Cabido ou o Palácio de Fondevila. Nas palavras do escritor e intelectual Ramón Otero Pedrayo (1888–1976): «Preside ao Toural a fachada, sóbria na sua generosa ornamentação, o palácio antigo de Bendaña, uma das mais belas, quiçá a mais bela, das moradas de Santiago, nas quais um gosto cortesão anima a gravidade da pedra.» A fachada ostenta o escudo dos marqueses de Bendaña, proprietários originais do pazo. Por cima ergue-se um majestoso e viril Atlas com o mundo às costas. Segundo uma história popular muito pouco politicamente correta, a estátua deixará cair a esfera terrestre que carrega quando a seus pés passar uma mulher virtuosa. Outro atrativo da fachada são as sacadas em ferro forjado. No interior, há uma escadaria monumental, um sinal da opulência barroca, em linha com os melhores exemplos da sua época. Em 1880, as janelas do rés do chão foram transformadas em portas, o que alterou a fisionomia original da fachada.
O museu da Fundação Eugenio Granell, além da exposição permanente, organiza também exposições temporárias e promove atividades académicas e pedagógicas.